# Kroatië op het Eurovisiesongfestival 2005
Kroatië nam deel aan het Eurovisiesongfestival 2005 in Kiev, Oekraïne. Het was de 13de deelname van het land op het Eurovisiesongfestival. De selectie verliep via het jaarlijkse Dora. HRT was verantwoordelijk voor de Kroatische bijdrage voor de editie van 2005.

## Selectieprocedure
Net zoals de vorige jaren koos men er deze keer voor 1 nationale finale en 2 halve finales te organiseren.
De halve finales vonden plaats op 3 en 4 maart en 14 van de 18 artiesten gingen door naar de finale op 5 maart. De top 3 in deze finale werd gekozen door 50% jury en 50% televoting. In de superfinale met 3 artiesten koos enkel het publiek thuis de winnaar.
| Position | Artiest                         | Lied              | Punten | Plaats |
| -------- | ------------------------------- | ----------------- | ------ | ------ |
| 1        | Danijela                        | Za tebe rodena    | 8424   | 3de    |
| 2        | "Boris Novkovic & Lado Members" | Vukovi umiru sami | 42815  | 1ste   |
| 3        | Magazin                         | Nazaret           | 18141  | 2de    |

## In Kiev
In Turkije moest Kroatië optreden als 20ste van 25 deelnemers in de halve finale, na Zwitserland en voor Bulgarije. Op het einde van de puntentelling bleken ze de finale bereikt te hebben met 169 punten en een vierde plaats.
België en Nederland hadden respectievelijk 1 en 4 punten over voor deze inzending.
In de finale moest men aantreden als 18de na Duitsland en voor Griekenland. Op het einde van de avond bleken ze op een 11de plaats te zijn geëindigd met 115 punten.
België en Nederland hadden respectievelijk 0 en 2 punten over voor deze inzending.

### Gekregen punten

#### Halve Finale
| 12 punten                                                                                | 10 punten                                              | 8 punten                     | 7 punten   | 6 punten                       |
| ---------------------------------------------------------------------------------------- | ------------------------------------------------------ | ---------------------------- | ---------- | ------------------------------ |
| - Bosnië en Herzegovina - Noord-Macedonië - Oostenrijk - Servië en Montenegro - Slovenië | - Albanië - Duitsland - Zwitserland                    | - Bulgarije - Hongarije      | - Oekraïne | - Moldavië - Roemenië - Zweden |
| 5 punten                                                                                 | 4 punten                                               | 3 punten                     | 2 punten   | 1 punt                         |
| - Monaco                                                                                 | - IJsland - Letland - Litouwen - Nederland - Noorwegen | - Estland - Polen - Portugal | - Finland  | - België - Wit-Rusland         |

#### Finale
| 12 punten                          | 10 punten              | 8 punten                                                | 7 punten                                                                    | 6 punten                      |
| ---------------------------------- | ---------------------- | ------------------------------------------------------- | --------------------------------------------------------------------------- | ----------------------------- |
| - Bosnië en Herzegovina - Slovenië | - Servië en Montenegro | - Noord-Macedonië - Oostenrijk - Oekraïne - Zwitserland | - Hongarije - Letland - Monaco                                              | - Litouwen                    |
| 5 punten                           | 4 punten               | 3 punten                                                | 2 punten                                                                    | 1 punt                        |
| - Roemenië                         |                        |                                                         | - Albanië - Bulgarije - Estland - Duitsland - Nederland - Noorwegen - Polen | - Finland - IJsland - Rusland |

### Punten gegeven door Kroatië

#### Halve Finale
Punten gegeven in de halve finale:
| 12 punten | Noord-Macedonië |
| 10 punten | Slovenië        |
| 8 punten  | Hongarije       |
| 7 punten  | Letland         |
| 6 punten  | Denemarken      |
| 5 punten  | Ierland         |
| 4 punten  | Moldavië        |
| 3 punten  | Zwitserland     |
| 2 punten  | Polen           |
| 1 punt    | Roemenië        |

#### Finale
Punten gegeven in de finale:
| 12 punten | Servië en Montenegro  |
| 10 punten | Bosnië en Herzegovina |
| 8 punten  | Noord-Macedonië       |
| 7 punten  | Letland               |
| 6 punten  | Hongarije             |
| 5 punten  | Griekenland           |
| 4 punten  | Malta                 |
| 3 punten  | Zwitserland           |
| 2 punten  | Albanië               |
| 1 punt    | Moldavië              |